# Eppeville
Eppeville ist eine französische Gemeinde mit 1.719 Einwohnern (Stand 1. Januar 2022) im Département Somme in der Region Hauts-de-France im Norden von Frankreich. Die Gemeinde gehört zum Kanton Ham und ist Teil des Gemeindeverbandes Est de la Somme.

## Geographie

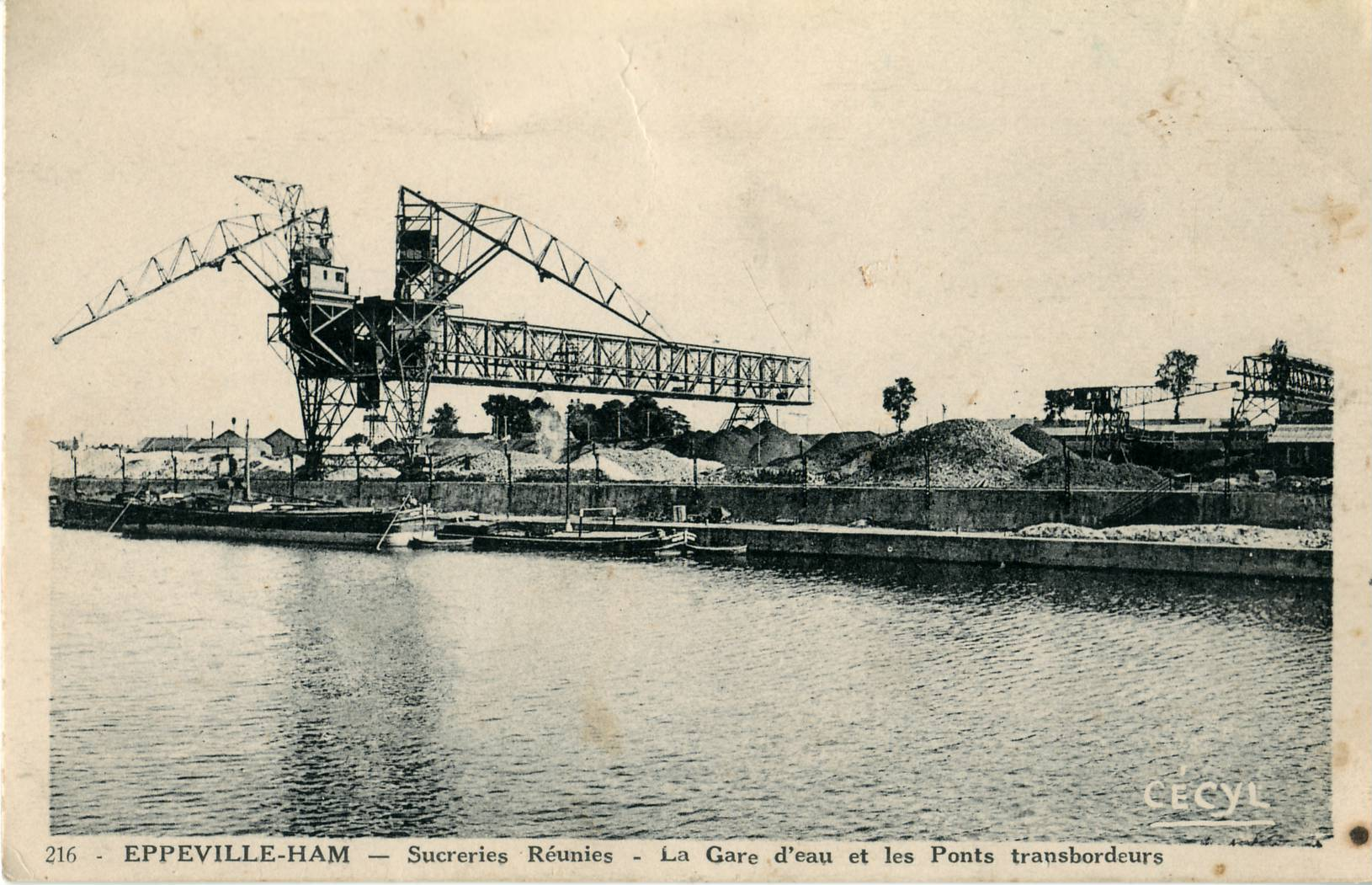
Verladestation der Zuckerfabrik am Canal de la Somme zu Beginn des 20. Jahrhunderts

Die mit Ham zusammengewachsene Gemeinde bildet den südwestlichen Teil der Agglomeration von Ham im Süden der hier kanalisierten Somme. Sie erstreckt sich im Westen bis zum Bach Allemagne. Die Bahnstrecke von Amiens nach Laon durchzieht sie, der Bahnhof von Ham liegt auf dem Gebiet der benachbarten Gemeinde Muille-Villette. Zu Eppeville gehört der Ortsteil Verlaines.

## Geschichte
Die Gemeinde erhielt als Auszeichnung das Croix de guerre 1914–1918.

## Bevölkerungsentwicklung
| Jahr      | 1962 | 1968 | 1975 | 1982 | 1990 | 1999 | 2011 | 2018 |
| Einwohner | 2053 | 2279 | 2233 | 2193 | 2127 | 2015 | 1841 | 1810 |

## Wirtschaft
Südzucker beabsichtigt die von der Tochterfirma Saint Louis Sucre S.A. betriebene Zuckerfabrik in Eppeville zu schließen.

## Sehenswürdigkeiten

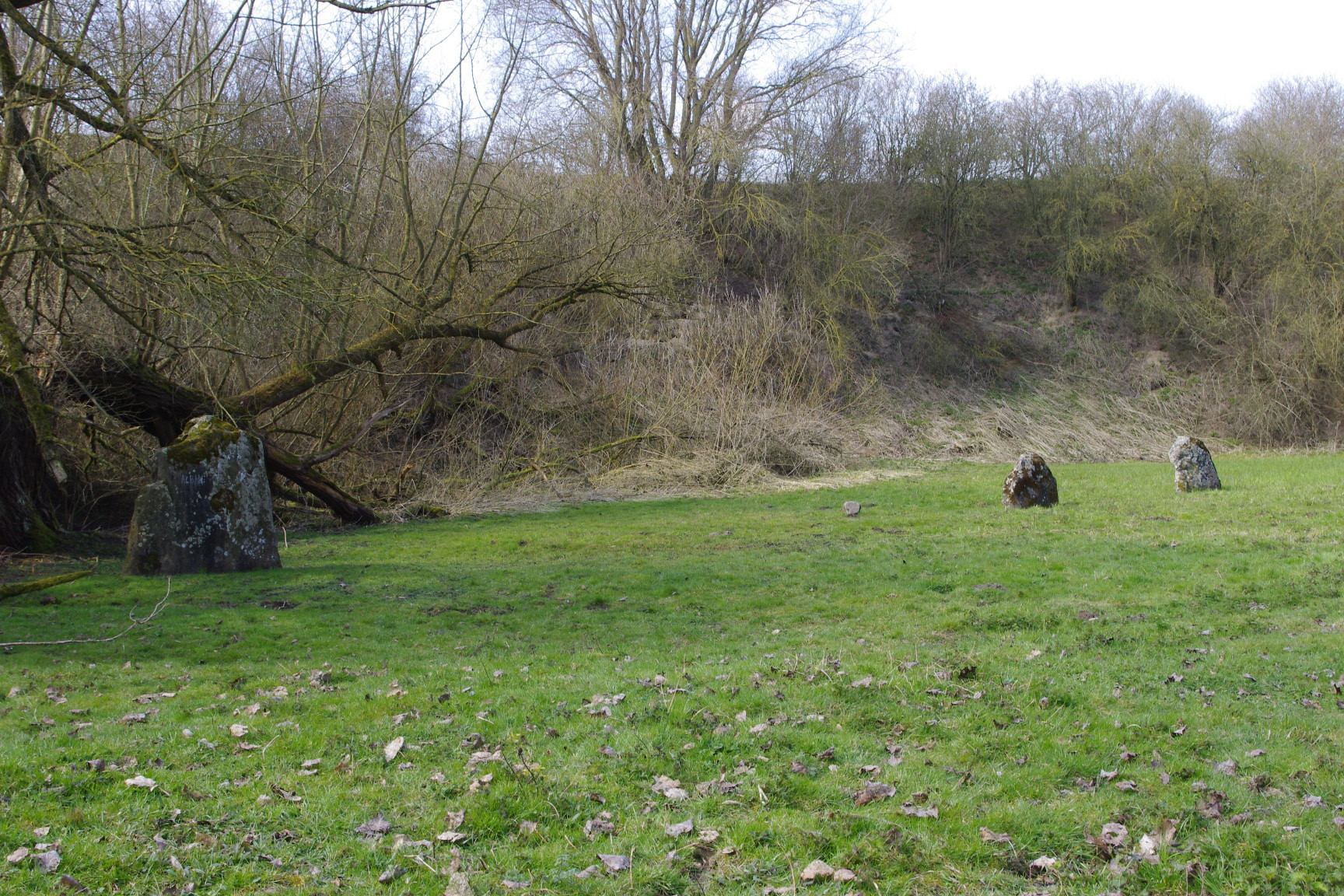
La Pierre qui Pousse – links

- Der Pierre qui pousse (wachsender Stein) ist Teil einer etwa 27,0 m langen Steinreihe im Sumpfgebiet (marais); und seit 1992 als Monument historique klassifiziert.[2]
- Die von dem Architekten Georges Lisch (1869–1960) für die Compagnie Nouvelle des Sucreries Reunites erbaute Zuckerfabrik von 1922 mit zugehöriger Werkssiedlung.